# Dubai Tennis Championships 2011
Dubai Tennis Championships 2011 (також відомий під назвою Dubai Duty Free Tennis Championships 2011 за назвою спонсора) - чоловічий і жіночий тенісний турнір, що проходив у Aviation Club Tennis Centre у Дубаї (ОАЕ). Належав до категорії 500 у рамках Туру ATP 2011, а також до категорії Premier 5 у рамках Туру WTA 2011. Жіночий турнір тривав з 14 до 20 лютого, а чоловічий - з 21 до 27 лютого 2011 року.

## Учасники

### Сіяні учасники
| Країна    | Гравець          | Рейтинг1 | Сіяний |
| --------- | ---------------- | -------- | ------ |
| Швейцарія | Роджер Федерер   | 2        | 1      |
| Сербія    | Новак Джокович   | 3        | 2      |
| Чехія     | Томаш Бердих     | 7        | 3      |
| Росія     | Михайло Южний    | 11       | 4      |
| Хорватія  | Іван Любичич     | 14       | 5      |
| Сербія    | Віктор Троїцький | 19       | 6      |
| Кіпр      | Маркос Багдатіс  | 21       | 7      |
| Латвія    | Ернестс Гульбіс  | 22       | 8      |

- 1 Рейтинг подано станом на 14 лютого 2011.[2]

### Інші учасники
Нижче наведено учасників, які отримали вайлд-кард на участь в основній сітці:
- Omar Awadhy
- Міхаель Беррер
- Сомдев Девварман

Нижче наведено гравців, які пробились в основну сітку через стадію кваліфікації:
- Кароль Бек
- Сергій Бубка
- Григор Димитров
- Лукаш Росол

## Учасниці

### Сіяні учасниці
| Країна    | Гравчиня           | Рейтинг1 | Сіяна |
| --------- | ------------------ | -------- | ----- |
| Данія     | Каролін Возняцкі   | 1        | 1     |
| Росія     | Віра Звонарьова    | 3        | 2     |
| Італія    | Франческа Ск'явоне | 4        | 3     |
| Австралія | Саманта Стосур     | 5        | 4     |
| КНР       | Лі На              | 7        | 5     |
| Сербія    | Єлена Янкович      | 8        | 6     |
| Білорусь  | Вікторія Азаренко  | 9        | 7     |
| Польща    | Агнешка Радванська | 10       | 8     |
| Ізраїль   | Шахар Пеєр         | 11       | 9     |
| Франція   | Маріон Бартолі     | 15       | 10    |
| Італія    | Флавія Пеннетта    | 16       | 11    |
| Естонія   | Кая Канепі         | 17       | 12    |
| Чехія     | Петра Квітова      | 18       | 13    |
| Сербія    | Ана Іванович       | 19       | 14    |
| Росія     | Аліса Клейбанова   | 22       | 15    |
| Росія     | Світлана Кузнецова | 23       | 16    |

- 1 Рейтинг подано станом на 7 лютого 2011.

### Інші учасниці
Нижче наведено учасниць, які отримали вайлд-кард на участь в основній сітці:
- Єлена Докич
- Бояна Йовановські
- Саня Мірза

Нижче наведено гравчинь, які пробились в основну сітку через стадію кваліфікації:
- Крістіна Барруа
- Зузана Кучова
- Нурія Льягостера Вівес
- Моріта Аюмі
- Анастасія Павлюченкова
- Пен Шуай
- Шанелль Схеперс
- Ч Шуай

## Переможці та фіналісти

### Одиночний розряд, чоловіки
Новак Джокович —  Роджер Федерер, 6–3, 6–3
- Для Джоковича це був 2-й титул за сезон і 20-й - за кар'єру. Це була його третя поспіль перемога в Дубаї.

### Одиночний розряд, жінки
Каролін Возняцкі —  Світлана Кузнецова, 6–1, 6–3.[джерело?]
- Для Возняцкі це був 1-й титул за рік і 13-й — за кар'єру. Це був її 1-й титул Premier 5 за рік і 3-й - за кар'єру.

### Парний розряд, чоловіки
Сергій Стаховський /  Михайло Южний —  Жеремі Шарді /  Фелісіано Лопес, 4–6, 6–3, [10–3]

### Парний розряд, жінки
Лізель Губер /  Марія Хосе Мартінес Санчес —  Квета Пешке /  Катарина Среботнік, 7–6(5), 6–3.